# 圣马克-若姆加尔德
圣马克-若姆加尔德（法語：Saint-Marc-Jaumegarde，法語發音：[sɛ̃ maʁk ʒomgaʁd]）是法国罗讷河口省的一个市镇，位于该省东南部，普罗旺斯地区艾克斯市区东北，属于普罗旺斯地区艾克斯区。

## 地理
圣马克-若姆加尔德（43°32'51"N, 5°31'27"E）面积22.56 平方千米，位于法国普罗旺斯-阿尔卑斯-蓝色海岸大区罗讷河口省，该省份为法国东南部沿海省份，北起沃克吕兹省，西接加尔省，南濒地中海，东临瓦尔省。
与圣马克-若姆加尔德接壤的市镇（或旧市镇、城区）包括：普罗旺斯地区艾克斯、博尔克伊、梅拉尔格、勒托洛内、沃夫纳格、沃内勒。

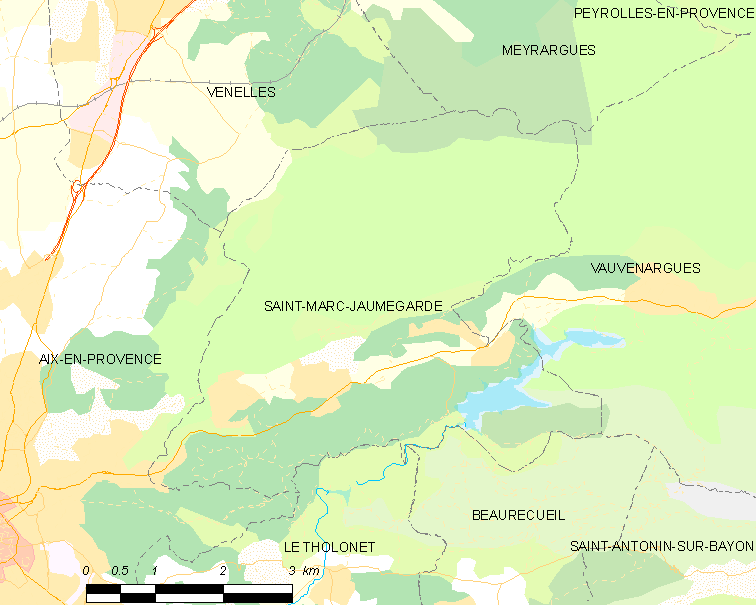
圣马克-若姆加尔德的OSM定位图

圣马克-若姆加尔德的时区为UTC+01:00、UTC+02:00（夏令时）。

## 行政
圣马克-若姆加尔德的邮政编码为13100，INSEE市镇编码为13095。

## 政治
圣马克-若姆加尔德所属的省级选区为特雷茨县。

## 人口

1962-2008年间圣马克-若姆加尔德人口变化图示

圣马克-若姆加尔德于2022年1月1日时的人口数量为1270人。